# Jean-François Cailhava de L'Estandoux
Jean-François Cailhava de L'Estandoux ou d'Estendoux, né le 28 avril 1730 à l'Estandoux en Haute-Garonne et mort le 27 juin 1813 à Sceaux (alors dans le département de la Seine), est un auteur dramatique, poète et critique français.

## Biographie
Le succès d’une petite pièce qu’il fit représenter sur le théâtre de Toulouse lui inspira le désir de se faire jouer au Théâtre-Français. Les refus des comédiens, puis les sifflets du public qui accueillirent ses premières œuvres ne le découragèrent pas, et il finit par atteindre au succès. La principale tentative dramatique de Cailhava est l’Égoïsme, comédie en cinq actes, en vers, jouée en 1777, où l’auteur essaya, sans beaucoup de succès, de revenir aux grandes traditions de la comédie de caractère.
Cailhava eut contre lui La Harpe, qui l’attaqua violemment dans le Mercure. Mais il tint tête au critique et le prit à partie sur la scène même, dans le Journaliste anglais. L’hostilité du célèbre acteur Molé lui fut plus dangereuse et lui ferma la Comédie-Française. Il s’occupa alors de livres sur l’art dramatique et y ajouta quelques écrits libertins et fades. Il a comme ami un autre écrivain libertin, Simon-Pierre Mérard de Saint-Just. Reçu en 1797 à l’Institut, il fit partie de l’Académie française lors de sa reconstitution. On raconte qu’il affectait un vrai culte pour Molière et qu’il portait, enchâssée dans une bague, une dent qu’il prétendait venir du célèbre poète. Aussi les plaisants dirent-ils qu’il avait une dent contre Molière lorsqu’il rétablit le Dépit amoureux en cinq actes, entreprise qui ne fut pas goûtée du public.
Grimm a fait d'une de ses pièces, Le Tuteur dupé, une longue analyse dans laquelle il écrit : « Cette pièce est du genre de celles qu’on nomme pièces à intrigue. Tout y roule ordinairement sur les fourberies et les ruses d’un valet qui s’intéresse au mariage d’un couple amoureux dont il est gagné, et qui le fait réussir en dépit de quelque vieux tuteur qui s’y oppose. [...] Ce n’est pas là ni la comédie de Térence, ni celle de Molière : c’est la farce italienne, imitée elle-même d’après la comédie de Plaute, transportée sur le théâtre français sans les masques, et arrangée avec un peu plus de régularité. [...] Il s’en faut bien que M. Cailhava d’Estandoux, malgré son nom magnifique, puisse soutenir [...] le parallèle avec son rival, le modeste et humble Goldoni. »

## Œuvres
Théâtre
- Le Tuteur dupé, comédie en 5 actes et en prose, sujet tiré de Plaute, acte deuxième du Soldat fanfaron, Paris, Comédiens français ordinaires du roi, 30 septembre 1765
- Les Étrennes de l'amour, comédie-ballet en un acte, Paris, Comédiens italiens ordinaires du roi, 1er janvier 1769
- La Fille supposée, comédie en 3 actes et en vers, Paris, Comédiens français, 10 avril 1769
- Le Mariage interrompu, comédie en 3 actes et en vers, Paris, Comédiens français, 20 avril 1769
- Le Jeune Présomptueux, ou le Nouveau Débarqué, Paris, Comédiens français, 2 août 1769
- Le Nouveau Marié, ou les Importuns, opéra-comique en 1 acte, Paris, Comédiens italiens ordinaires du Roi, 20 septembre 1770
- Arlequin Mahomet ou le Cabriolet vivant, drame philosophi-comi-tragique-extravagant en trois actes et en prose, Paris, Comédiens italiens du roi, 1770
- La buona figliuola, opéra-comique en 3 actes, parodiée en français sur la musique du célèbre Piccini, Paris, Comédiens italiens du roi, 17 juin 1771
- L'Égoïsme, comédie en 5 actes, Paris, Comédiens français, 19 juin 1777
- Les Journalistes anglois, comédie en 3 actes et en prose (1782)
- Athènes pacifiée, comédie en trois actes et en prose, tirée des onze pièces d'Aristophane (1796)
- L'Enlèvement de Ragotin et de Mme Bouvillon ou le Roman comique dénoué, comédie en deux actes (1798)
- Les Ménechmes, grecs, comédie en 4 actes, précédée d'un prologue, Paris, Théâtre-Français, 1791
- Le Dépit amoureux, rétabli en 5 actes, hommage à Molière (1801)
- Théâtre complet (5 volumes, 1802)

Études sur le théâtre
- De l'Art de la comédie, ou Détail raisonné des diverses parties de la comédie et de ses différents genres, suivi d'un traité de l'imitation, où l'on compare à leurs originaux les imitations de Molière et celles des modernes, terminé par l'exposition des causes de la décadence du théâtre et des moyens de le faire refleurir (4 volumes, 1771). Réédition : Slatkine, Genève, 1970.
- Études sur Molière, ou Observations sur la vie, les mœurs, les ouvrages de cet auteur, et sur la manière de jouer ses pièces, pour faire suite aux diverses éditions des Œuvres de Molière (1802)
- Réflexions présentées au Comité d'Instruction publique, en réponse aux Mémoires de quelques Directeur des Spectacles de Province, contre les droits des Auteurs dramatiques (s.l.n.d., 4 p.) Texte en ligne : .

Contes
- Le Soupé des petits maitres, ouvrage moral (1770) [3]. Réédité sous le titre Les contes en vers et en prose de feu l'abbé de Colibri, ou Le soupé, conte composé de mille et un contes (1797)

## Adaptation
- Le Tuteur dupé, opéra-comique en trois actes d'Eudoxie Péan de la Roche-Jagu.

## Note et références
1. ↑  Acte de décès (avec date et lieu de naissance) à Sceaux, n° 17, vue 6/10.
2. ↑  Correspondance littéraire, 1er octobre 1765. Texte en ligne :
3. ↑  Première partie sur Gallica, Seconde partie sur Gallica.